# Gmina Kuusalu
Gmina Kuusalu (est. Kuusalu vald) − gmina wiejska w Estonii, w prowincji Harju.
W skład gminy wchodzą:
- 3 miasteczka: Kiiu, Kolga, Kuusalu
- 64 wsie: Allika, Andineeme, Aru, Haavakannu, Hara, Hirvli, Ilmastalu, Joaveski, Juminda, Kaberla, Kahala, Kalme, Kasispea, Kemba, Kiiu-Aabla, Kodasoo, Koitjärve, Kolga-Aabla, Kolgaküla, Kolgu, Kosu, Kotka, Kupu, Kursi, Kuusalu (wieś), Kõnnu, Külmaallika, Leesi, Liiapeksi, Loksa, Murksi, Mustametsa, Muuksi, Mäepea, Nõmmeveski, Pala, Parksi, Pedaspea, Pudisoo, Põhja, Pärispea, Rehatse, Rummu, Salmistu, Saunja, Sigula, Soorinna, Suru, Suurpea, Sõitme, Tammispea, Tammistu, Tapurla, Tsitre, Turbuneeme, Tõreska, Uuri, Vahastu, Valgejõe, Valkla, Vanaküla, Vihasoo, Viinistu, Virve